# Bad Teacher
Bad Teacher is een Amerikaanse filmkomedie uit 2011 onder regie van Jake Kasdan.

## Verhaal
Elizabeth Halsey is een cynische, egocentrische lerares aan de John Adams Middle School in Chicago. Ze toont weinig interesse in haar werk, drinkt regelmatig, gebruikt marihuana en draait films tijdens de les om niet te hoeven lesgeven. Ze is van plan haar baan op te zeggen om te trouwen met haar rijke verloofde, maar haar plannen vallen in duigen wanneer hij de verloving verbreekt nadat zijn moeder hem heeft gewaarschuwd voor Elizabeths bedoelingen.
Gedwongen om weer aan het werk te gaan, richt Elizabeth haar pijlen op Scott Delacorte, een rijke en naïeve invalkracht, terwijl ze de genegenheid van gymleraar Russell Gettis negeert. Scott raakt al snel in een relatie met Amy Squirrel, een overenthousiaste en competitieve lerares die Elizabeth ook niet mag.
Nadat ze ontdekt dat Scotts ex-vriendin grote borsten had, besluit Elizabeth een borstvergroting te ondergaan in de hoop hem te verleiden. Omdat ze niet over de nodige financiële middelen beschikt, zamelt ze geld in via dubieuze methoden, waaronder een suggestieve autowasstraat op school, het manipuleren van ouders voor "schoolspullen" en het laten betalen van onterechte bijles aan leerlingen. Amy wordt achterdochtig en waarschuwt directeur Wally Snur, maar ze vindt geen bewijs om haar beweringen te staven.
Als Elizabeth hoort dat er een bonus van $ 5.700 wordt toegekend aan de leraar met de hoogste scores op de gestandaardiseerde toets, concentreert ze zich op het voorbereiden van haar klas op het examen. Wanneer haar leerlingen slecht presteren op oefentoetsen, neemt ze haar toevlucht tot spieken door de examinator Carl Halabi te verdoven en de antwoorden te stelen. Haar klas behaalt uiteindelijk de hoogste scores en ze krijgt de bonus.
Ondertussen lopen de spanningen tussen Elizabeth en Amy op. Om Amy's kansen met Scott te saboteren, plant Elizabeth gifsumak op een appel en probeert haar ervan te laten eten, wat resulteert in een ernstige allergische reactie. Elizabeth gaat vervolgens met Scott mee op een excursie en probeert hem te verleiden, maar ontdekt uiteindelijk dat zijn persoonlijkheid oppervlakkig is en ze verliest haar interesse. In plaats daarvan begint ze een band met Russell te krijgen en beseft ze dat ze meer gemeen hebben dan ze dacht.
Nadat een van haar leerlingen, Garrett, wordt uitgelachen omdat hij door een meisje is afgewezen, geeft Elizabeth hem advies en helpt ze hem zijn zelfvertrouwen te vergroten.
Amy ontdekt later bewijs dat Elizabeth heeft gespiekt bij het staatsexamen en haalt Carl Halabi over om te getuigen. Elizabeth chanteert Carl echter met compromitterende foto's om zichzelf te beschermen. Ze draait de rollen om en laat Amy in de val lopen door drank, drugs en pillen in haar bureau in de klas te verstoppen. Wanneer de politie onderzoek doet, wordt Amy van school gestuurd en ontloopt Elizabeth de gevolgen.
Tegen het begin van het nieuwe schooljaar heeft Elizabeth een transformatie ondergaan. Ze streeft geen materialistische doelen meer na, weigert de borstoperatie en behandelt haar collega's respectvoller. Ze begint een relatie met Russell en neemt een nieuwe rol aan als decaan van de school.

## Rolverdeling
| Acteur               | Personage         |
| -------------------- | ----------------- |
| Cameron Diaz         | Elizabeth Halsey  |
| Justin Timberlake    | Scott Delacorte   |
| Lucy Punch           | Amy Squirrel      |
| Jason Segel          | Russell Gettis    |
| Phyllis Smith        | Lynn Davies       |
| John Michael Higgins | Wally Snur        |
| Dave Allen           | Sandy Pinkus      |
| Jillian Armenante    | mrs. Pavicic      |
| Matthew J. Evans     | Garrett Tiara     |
| Kaitlyn Dever        | Sasha Abernathy   |
| Kathryn Newton       | Chase Rubin-Rossi |
| Molly Shannon        | Melody Tiara      |
| Eric Stonestreet     | Kirk              |
| Noah Munck           | Tristan Munck     |
| Thomas Lennon        | Carl Halabi       |